# Леди Баг и Супер-Кот: Пробуждение силы
«Леди Баг и Супер-Кот: Пробуждение силы» (фр. Miraculous, le film) — французский компьютерно-анимационный музыкальный романтический супергеройский фильм, написанный и снятый режиссёром Джереми Загом. Фильм является киноадаптацией анимационного мультсериала «Леди Баг и Супер-Кот», повествующий о двух парижских подростках, Маринетт Дюпен-Чен и Адриане Агресте, которые превращаются в супергероев Леди Баг и Супер-Кота, чтобы защищать город от суперзлодеев.
Впервые о киноадаптации мультсериала Джереми Заг объявил на ComiKon İstanbul в 2018 году. Производство фильма началось в 2019 году, и Заг подтвердил, что сюжет будет исследовать истоки франшизы. Это второй театральный фильм, основанный на мультсериале телеканала TF1 после фильма «Тотали Спайс! Фильм» 2009 года.
Премьера фильма «Леди Баг и Супер-Кот: Пробуждение силы» состоялась во Франции 5 июля 2023 года и распространяется SND Films. В России, вышел немного позже, а распространяется "Экспонента Фильм". 

## Сюжет
В обыкновенной французской школе учится девочка Маринетт и её одноклассник Эдриан, в которого она влюблена. Казалось бы, классическая история первой любви, но… Эти ребята — совсем не те, за кого себя выдают. Когда городу угрожает опасность, Маринетт превращается в супергероиню Леди Баг, а Адриан — в Супер-Кота. Их невероятные способности помогают бороться со злом, но при этом никто из них не знает, кто на самом деле скрывается под маской.
А тем временем хитрый и коварный суперзлодей Бражник, владеющий талисманом мотылька, начинает строить коварные планы, для воплощения которых ему требуются талисманы: серёжки Леди Баг и кольцо Супер-Кота. Чтобы их достать, он создаёт других суперзлодеев, которые должны победить героев и принести ему талисманы. Но все попытки оканчиваются провалом...

## Роли озвучивали
| Персонаж                     | Оригинальное озвучивание      | Английское озвучивание                  | Русский дубляж                                    |
| ---------------------------- | ----------------------------- | --------------------------------------- | ------------------------------------------------- |
| Маринет Дюпен-Чен / Леди Баг | Анук Отбуа Лу Жан (вокал)     | Кристина Ви Лу Жан (вокал)              | Дарья Фролова Дора (вокал)                        |
| Эдриан Агрест / Супер-Кот    | Бенжамин Болен Эллиот (вокал) | Брайс Папенбрук Дрю Райан Скотт (вокал) | Николай Быстров Федук (вокал)                     |
| Тикки                        | Мари Нонненмахер              | Мела Ли                                 | Лариса Брохман Мария Цветкова-Овсянникова (вокал) |
| Плагг                        | Тьерри Казазиан               | Макс Миттелман                          | Андрей Лёвин                                      |
| Айван Брюэль                 | Франк Торджман                | Макс Миттелман                          | Александр Фенин                                   |
| Габриэль Агрест / Бражник    | Антуан Томе                   | Кит Силверштейн                         | Константин Карасик Михаил Сидоренко (вокал)       |
| Аля Сезар                    | Фанни Блок                    | Кэрри Каранен                           | Светлана Кузнецова                                |
| Натали Санкёр                | Мари Шевало                   | Сабрина Вайз                            | Юлия Рудина                                       |
| Хлоя Буржуа                  | Мари Шевало                   | Села Виктор                             | Лариса Брохман                                    |
| Сабрина Ренкомпри            | Мари Нонненмахер              | Кассандра Моррис                        | Ирина Обрезкова                                   |
| Нино Лахифф                  | Александр Нгуен               | Зино Робинсон                           | Александр Матвеев                                 |
| Макс Канте                   | Марсаль Лемину                | Зино Робинсон                           | Максим Шишков                                     |
| Том Дюпен                    | Марсаль Лемину                | Кристофер Кори Смит                     | Константин Карасик                                |
| Сабина Чен                   | Джесси Ламботт                | Энн Ятко                                | Лариса Брохман                                    |
| Надя Шамак                   | Джесси Ламботт                | Сабрина Вайз                            | Юлия Рудина                                       |
| Эмили Агрест                 | Джинн Шартье                  | Коллин О’Шонесси                        | Ирина Чумантьева                                  |
| Нууру                        | Марсаль Лемину                | Коллин О’Шонесси                        | Юлия Рудина                                       |
| Ван Фу                       | Жильбер Леви                  | Пол Сент-Питер                          | Михаил Хрусталёв                                  |
| Аликс Кюбдэль                | Мари Нонненмахер              | Кира Баклэнд                            | Лариса Брохман                                    |
| Милен Апрэль                 | Джесси Ламботт                | Джессика Ги                             | Лариса Брохман                                    |
| Ле Тьен Ким                  | Александр Нгуен               | Грант Джордж                            | Константин Карасик                                |
| Волшебница                   | Флора Капрелан                | Шелби Янг                               | Ирина Чумантьева                                  |

## Производство
Впервые фильм был анонсирован Джереми Загом в рамках панели «Miraculous» на ComiKon İstanbul 29 сентября 2018 года. Первоначально планировалось, что фильм должен был выйти в 2021 году. 5 декабря 2018 года Заг подтвердил, что сюжет фильма будет смесью между историей происхождения и сюжетной линией сериала. Завершение четвёртого и пятого сезона для сериала до выхода фильма было преимуществом для студии. На следующий день, во время панели на Comic Con Experience 2018 года, Заг сообщил, что фильм будет мюзиклом с песнями, которые он написал сам.
16 мая 2019 года во время Каннского кинофестиваля было объявлено, что проект будет называться Ladybug & Cat Noir: Awakening (рус. Леди Баг и Супер-Кот: Пробуждение). Выяснилось, что производство фильма идёт полным ходом и что он позиционируется создателями как романтическое фэнтезийное приключение. Было также подтверждено, что Майкл Грейси, режиссёр фильма «Величайший шоумен», также будет работать над фильмом. 5 октября 2019 года в Instagram Зага был опубликован короткий анимационный ролик с участием персонажа Леди Баг. Заг также раскрыл некоторые детали фильма 8 января 2020 года. 12 февраля 2020 года было объявлено, что Fantawild была одной из студий, помогавших в созданий и анимации для фильма.
В апреле 2022 года было объявлено, что фильм был снят с бюджетом в 80 миллионов евро, что сделало его вторым самым дорогим французским кинопроектом из когда-либо созданных после фильма 2017 года «Валериан и город тысячи планет».

## Премьера
По данным Le Figaro, ранее фильм должен был выйти во Франции в конце 2021 года. Но 18 июня 2021 года на Международном фестивале анимационных фильмов в Анси стало известно, что дата релиза перенесена на первую половину 2022 года. Изначально предполагалось, что премьера фильма во Франции должна была состояться 3 августа 2022 года и будет распространяться SND Films. Однако позднее премьера была отложена до 5 июля 2023 года. 28 июля 2023 года фильм вышел на Netflix в ряде стран. Кинопрокатная премьера в России состоялась 17 августа 2023 года (Exponenta Film).